# エリク・マグヌソン (セーデルマンランド公)

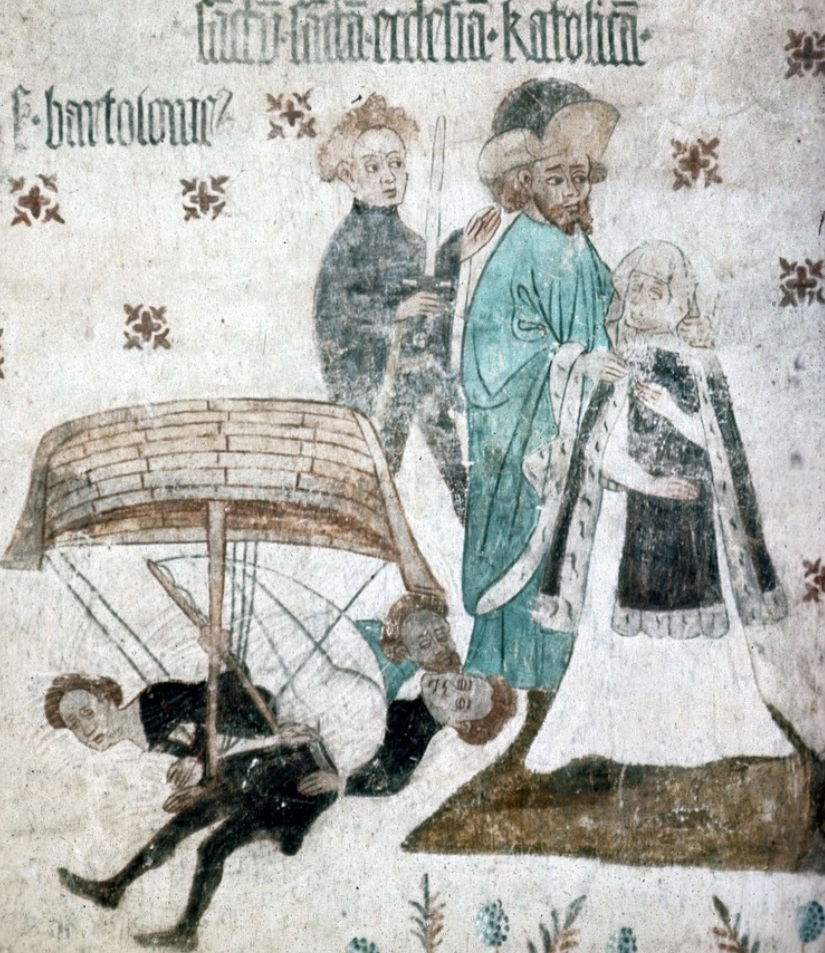
聖ビルギッタの母親を船の難破から救うエリク。1437年の絵。

セーデルマンランド公エリク・マグヌソン（スウェーデン語：Erik Magnusson, 1282年ごろ - 1318年）は、スウェーデン王子、スヴェアランド公、セーデルマンランド公、ダールスランド公、ヴェステルイェートランド公、ヴェルムランド公および北ハッランド公であり、スウェーデン王位継承者であった。エリクはまた、スウェーデン王マグヌス4世の父である。

## 生涯

### 出自
エリクはスウェーデン王マグヌス3世とヘルヴィヒ・フォン・ホルシュタインの間の次男として1282年ごろに生まれた。1302年にセーデルマンランド公およびウップランドの一部の公となった。
エリクは兄ビルイェルよりも有能で賢明であったといわれている。また大胆で野心的であり、その社交術により多くの支持者を得ていた。弟フィンランド公ヴァルデマールはエリクの近しい支持者であり、エリクの全ての計画に協力した。
兄王ビルイェルはエリクらの計画を恐れており、1304年に王位に対する脅威を除くため、2人に文書へサインをさせた。エリクとヴァルデマールはノルウェーに逃げたが、1305年に和解し、公領を取り戻した。
エリクはクンガヘッラも領有していたが、これはエリクがノルウェーに逃亡していた間にノルウェー王から与えられたものであり、また北ハッランドはデンマーク王エーリク6世から与えられたものであった。エリクは自らの計画の障害となっていた、ビルイェルの元帥トルケル・クヌートソンを打倒する計画を立てた。聖職者らは元帥と対立しており、エリクに協力した。エリクらに説得されビルイェルは1306年にトルケル・クヌートソンを処刑したが、トルケルは忠実な側近であった。半年後、ビルイェルはエリクらにより幽閉され（1306年9月）、エリクらがスウェーデンを支配した。
ビルイェルの義兄デンマーク王エーリク6世はビルイェルを助けるため軍を率いてスウェーデンに現れた。しかしノルウェー王ホーコン5世はエリクらの側についた。1308年、デンマーク王エーリク6世はエリクとヴァルデマールにビルイェルを釈放させたが、屈辱的な方法でそれを行った。ビルイェルは釈放された後、デンマークに支援を求め、新たな争いが始まった。状況はエリクに不利となった。ノルウェー王ホーコン5世に知らせずにデンマーク王と和平を結んだことで、エリクはホーコン5世の信頼を損ねたのである。ホーコン5世はクンガヘッラの返還を求めたが、エリクは拒否した。

### 戦争
1309年、エリクとホーコン5世の間で争いが勃発し、ノルウェー王とデンマーク王は和平を結び、同盟してエリクに敵対した。エリクは自身の戦略により、この状況を切り抜けることができ、1309年にニュヒェーピングに現れたデンマーク軍とともにノルウェー軍も破った。
エリクはノルウェーを攻撃し、1310年にホーコンに奪われていたクンガヘッラを再び征服した。最終的に、ヘルシンボリで和平が結ばれ、スウェーデンはビルイェルと弟らで分割されることとなった。エリクはヴェステルイェートランド、ダールスランド、ヴェルムランドおよびカルマルを手に入れ、デンマークから北ハッランドを封土として受けたが、クンガヘッラはノルウェーに返還することを約束した。

### 結婚
エリクはクンガヘッラを返還せず、ホーコンとの約束をほぼ全て反故にしたが、ホーコンの承認を得ることができた。エリクはホーコン5世の11歳の娘インゲビョルグと結婚した。1312年、エリクはオスロでインゲビョルグと結婚式を挙げたが、同時にエリクの弟ヴァルデマールも、ノルウェー王エイリーク2世（ホーコン5世の兄）の娘インゲボルグと結婚した。1316年、エリクとインゲボルグとの間には、のちにスウェーデン王となるマグヌスが、1317年にはエウフェミアが生まれた。
エリクは目標の達成に近づいているように見えた。エリクはスカンディナヴィアの3王国すべてに領地をもっており、スカゲラク海峡からカテガット海峡にいたる沿岸地域を中心とし、ヴァールベリに拠点を置いた。また、エリクの息子マグヌスは明らかにノルウェー王の継承者であり、エリク自身は事実上のスウェーデンの支配者であった。

### 裏切り
しかし、正当なスウェーデンの支配者であった兄ビルイェルの裏切りにより、エリクは命を落とすことになった。1317年、ビルイェルはニュヒェーピングにエリクとヴァルデマールを招いたが、12月10日から11日にかけての夜に2人の弟を拘束し鎖につないだ（「ニュヒェーピングの晩餐」）。エリクとヴァルデマールに何が起こったかを確実に知るものはなかった。2人は餓死させられたと考えられているが、原因が何であれ、エリクとヴァルデマールは数か月後に監禁された状態で死去した。
エリクとヴァルデマールが捕えられたとき、2人の妃は夫の支持者らの指導者となった。1318年4月16日、夫たちを解放するするため、2人の妃はカルマルでルンド大司教エスガー・ユル、およびデンマーク王エーリク6世の弟ハッランド＝サムセー公クリストファと和平を結んだ。その後、同年のうちにエリクおよびヴァルデマールの死が確認された。

## その後
その後、ビルイェル王は1318年に弟の支持者によりスウェーデンから追放され、義兄のデンマーク王エーリク6世のもとに亡命した。エリクの息子マグヌスは、1319年7月8日にスウェーデン王に推戴された。また同年8月にはノルウェー王に迎えられ、祖母ヘルヴィヒおよび母インゲボルグが摂政となった。
スカンディナヴィア全土において、エリクとヴァルデマールの死は大きな落胆と悲しみをもたらした。この死により、多くの人々は彼らの悪事を許し、肯定的な人柄のみを記憶にとどめることになった。しかし、彼らの野心によりスウェーデンは大きな混乱に陥ったのであり、この兄弟間の対立により起こった内乱の時代は、スウェーデン史において最も厳しい時代の一つとなった。
エリクの生涯については、エリクの支持者が記した『エリクの年代記』において肯定的に書かれている。『エリクの年代記』は1320年から1335年にかけて書かれた現存するスウェーデンで最も古い年代記である。また、スウェーデンにおける最も古く最も貴重な物語形式の文献の一つである。その作者および詳細な政治的重要性や偏見については議論となっているが、この年代記の主人公がエリクであることは明らかである。

## 子女
- マグヌス4世（1316年 - 1374年） - スウェーデン王（1319年 - 1364年）、ノルウェー王（1319年 - 1355年）
- エウフェミア（1317年 - 1370年） - メクレンブルク公アルブレヒト2世と結婚、スウェーデン王アルブレクトの母